# ام الاحرار
ام الاحرار (به عربی: أم الأحرار) یک منطقهٔ مسکونی در لیبی است که در استان سبها واقع شده‌است. ام الاحرار ۳۷۰ متر بالاتر از سطح دریا واقع شده‌است.